# USS Bataan (CVL-29)
La USS Bataan (CVL-29), originariamente progettata come USS Buffalo (CL-99) e classificata come CV-29, è stata una portaerei leggera appartenente alla classe Independence che ha servito nell'Oceano Pacifico la Marina degli Stati Uniti durante la seconda guerra mondiale.
Con un peso di 11 000 tonnellate, entrò in servizio il 17 novembre 1943 prendendo parte alle operazioni intorno alla Nuova Guinea, all'invasione delle Isole Marianne, alla battaglia nel mare delle Filippine, alla battaglia di Okinawa e agli attacchi alle isole giapponesi. Dopo la fine della seconda guerra mondiale fu convertita in una nave antisommergibile e messa in riserva l'11 febbraio 1947.
Fu riarmata il 13 maggio 1950 a Filadelfia con al comando il capitano Edgar T. Neale per partecipare alla guerra di Corea. Dopo la guerra tornò a Pearl Harbor e fu sottoposta a una revisione di preinattivazione il 26 agosto 1953. Dopo essere stata trasferita al cantiere navale di San Francisco, la nave fu ritirata dal servizio il 9 aprile 1954 e assegnata alla flotta della Pacific Reserve a San Francisco. Sebbene fosse stata riclassificata come nave da trasporto aereo ausiliario e rinominata come AVT-4 il 15 maggio 1959, il suo nome fu radiato dalla Navy List il 1 settembre 1959. Fu venduta alla Nicolai Joffe Corp. il 19 giugno 1961 per essere poi rottamata.